# Franciszka (księżna z Monako)

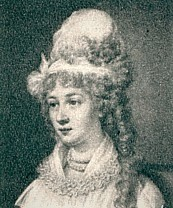
Księżna Franciszka

Francoise Marie Thérèse Grimaldi, z domu de Choiseul Stainville (ur. 1767, zm. 27 lipca 1794 w Paryżu), od 6 kwietnia 1782 do 27 lipca 1794 członkini monakijskiej rodziny książęcej jako żona księcia Józefa.

## Dzieciństwo i młodość
Franciszka urodziła się w 1767 roku jako córka Jakuba Filipa de Choiseul Stainville (ur. 1727, zm. 1789), hrabiego Stainville i jego żony, Tomaszy Teresy de Clermont d'Amboise (ur. 1746, zm. 1789). Małżeństwo jej rodziców nie było typowe - w dniu ślubu pan młody miał czterdzieści lat, a panna młoda niespełna piętnaście. Jakub Filip był bliskim współpracownikiem króla Francji, Ludwika XV.
Franciszka miała starszą siostrę Marię Stefanię (ur. 10 listopada 1763, zm. 6 kwietnia 1833), od 6 października 1778 żonę francuskiego żołnierza Klaudiusza Antoniego Gabriela de Choiseul, księcia Choiseul Stainville, z którym miała córkę Jacqueline Beatę Gabrielę Stefanię (ur. 24 lutego 1782, zm. 13 marca 1861).

## Małżeństwo i rodzina
6 kwietnia 1782 roku poślubiła Józefa Grimaldi, młodszego syna księcia Monako, Honoriusza III Grimaldi. 22 kwietnia 1784 na świat przyszła ich najstarsza córka, Honoryna, dwa lata później druga dziewczynka, Atena, a najmłodsza, Delfina urodziła się w 1788.
Małżeństwo, co nietypowe dla monakijskiej rodziny książęcej, było szczęśliwe. Wkrótce jednak wybuchła Wielka Rewolucja Francuska, wielu członków rodziny zostało aresztowanych, w tym także księżna Franciszka, znana bardziej jako Maria Teresa. Skazano ją na ścięcie gilotyną i wykonano wyrok 27 lipca 1794 roku. W tym czasie jej najstarsza córeczka miała dziesięć lat. Książę Józef został skazany na wygnanie do Anglii. Księżna w chwili śmierci miała dwadzieścia siedem lat.